# Инстинсион
Инстинсион (на испански: Instinción) е населено място и община в Испания. Намира се в провинция Алмерия, в състава на автономната област Андалусия. Общината влиза в състава на района (комарка) Алпухара Алмериенсе. Заема площ от 33 km². Населението му е 485 души (по данни от 2010 г.). Разстоянието до административния център на провинцията е 37 km.

## Демография
| 1998 | 1999 | 2000 | 2001 | 2002 | 2003 | 2004 | 2005 | 2006 | 2007 |
| ---- | ---- | ---- | ---- | ---- | ---- | ---- | ---- | ---- | ---- |
| 545  | 544  | 538  | 538  | 531  | 533  | 527  | 524  | 508  | 510  |